# Hijokaidan

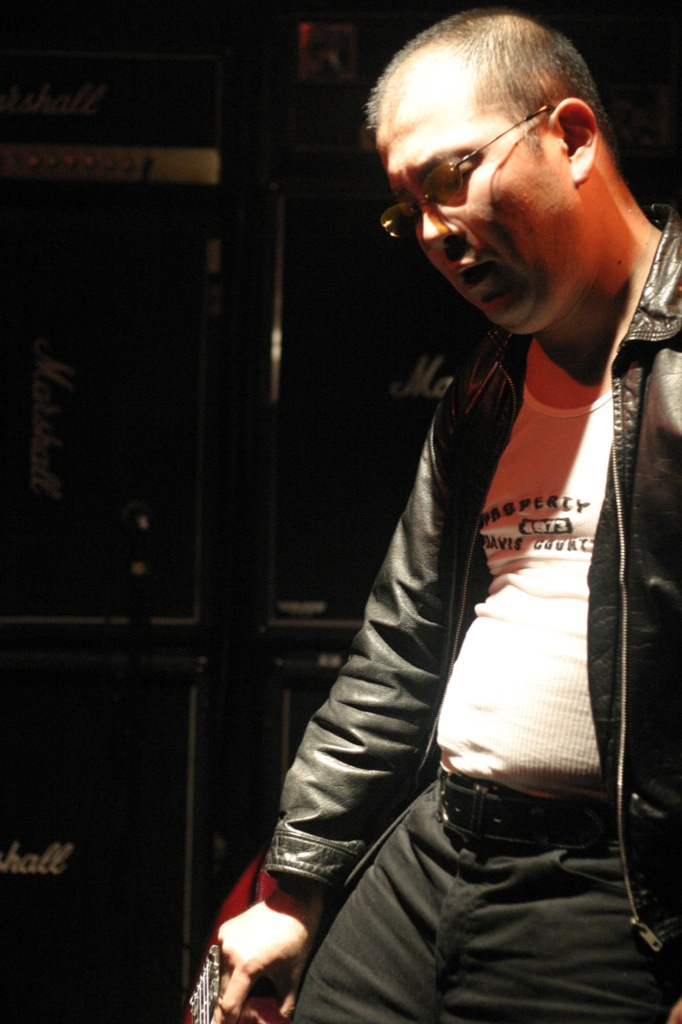
Yoshiyuki "Jojo" Hiroshige en solo en 2007

Hijokaidan (非常階段, littéralement "escalier d'urgence") est un groupe de musique bruitiste et d'improvisation libre japonais avec une formation très changeante, qui a varié depuis deux jusqu'à quatorze membres à ses débuts. Le groupe est un projet du guitariste Yoshiyuki "Jojo" Hiroshige ( (en "japonais": 広重嘉之, JOJO広重), son seul membre permanent, qui possède également le label Alchemy Records, basé à Osaka. D'autres membres réguliers sont sa femme, Junko, et Toshiji Mikawa (qui participe aussi à Incapacitants). Le groupe commença à la fin des années 1970 comme une formation d'art performance, dont les spectacles chaotiques aboutissaient souvent à la destruction de l'équipement audio et à une dégradation sévère des lieux, avec des jets de nourriture et d'ordures ou des mictions sur scène. Comme la formation a beaucoup changé au cours du temps, leur intérêt s'est peu à peu davantage porté sur la musique que sur la performance, et ils ont ainsi intégré leur son dans un dense mur de bruit blanc, résultat du vacarme extrême produit par chaque membre.

## Discographie partielle
- Zoroku no Kibyo (1981)
- King of Noise (1985)
- Limited Edition (1987)
- Modern (1989)
- Romance (1991)
- Windom (1991)
- The Neverending Story of King of Noise Compilation (1992)
- Tapes Compilation (1994)
- Noise From Trading Cards (1997)
- Ferocity of Practical Life EP (1997)
- Unlimited Edition (2000)
- The Last Recording Album (2004)
- The Lord of the Noise (retrospective CD and DVD) (2004)

## Source
- (en) Cet article est partiellement ou en totalité issu de l’article de Wikipédia en anglais intitulé « Hijokaidan » (voir la liste des auteurs).